# Vijfjaarsoverleving
De vijfjaarsoverleving van een bepaalde ziekte of aandoening is het percentage van de patiënten dat vijf jaar na het stellen van de diagnose nog in leven is. Deze maat wordt vrij vaak gebruikt bij verschillende vormen van kanker, omdat iemand die na behandeling vijf jaar geen recidief krijgt waarschijnlijk als genezen mag worden beschouwd - als de ziekte terugkomt is dat meestal binnen vijf jaar. Voor borstkanker gaat dit overigens niet op; hiervoor wordt vaak de tienjaarsoverleving opgegeven.
Ook voor bijvoorbeeld hartfalen, of een gebroken heup wordt de maat wel gebruikt.